# سالفاتوري ديل سولي
سالفاتوري ديل سولي (بالإيطالية: Salvatore Del Sole)‏ هو لاعب كرة قدم إيطالي في مركز الوسط، ولد في 27 مايو 1988 في نولا في إيطاليا. لعب مع نادي بارما ونادي بيروجيا ونادي ريميني.